# جورج بريان بورتر
جورج بريان بورتر (بالإنجليزية: George Bryan Porter)‏ هو سياسي أمريكي، ولد في 9 فبراير 1791 في الولايات المتحدة، وتوفي في 6 يوليو 1834 في نفس البلد. حزبياً، نشط في الحزب الديمقراطي. وقد انتخب عضو مجلس نواب ميشيغان ‏ (1827 – 1827) وانتخب حاكم ميشيغان ‏ (6 أغسطس 1831 – 6 يوليو 1834) وانتخب عضو مجلس نواب بنسيلفانيا (1827 – 1827).